# Lori y George Schappell
Lori y George Schappell (nacidos como Lori y Dori Schappell; Reading, 18 de septiembre de 1961-7 de abril de 2024) fueron gemelos siameses craneópagos estadounidenses. George actuó durante un tiempo como cantante de country por el país. En 2007, George, hasta ese momento conocido como Reba Schappell, declaró que, a pesar de haber nacido mujer, se identificaba como varón y cambió su nombre a George.
En 2020, el Libro Guinness de los récords los reconocieron como los siameses vivos con mayor edad en el mundo tras la muerte de Ronnie y Donnie Galyon y los primeros en identificarse con géneros diferentes.

## Carreras
George diseñó equipamiento de apoyo para personas con discapacidades físicas, incluyendo una silla de ruedas especializada y un dispositivo de movilidad para perros.
Como cantante de country George actuó ampliamente en los Estados Unidos, visitó Alemania y Japón y en 1997, ganó un L.A. Music Award al Mejor Nuevo Cantante. Cantó "Miedo a estar solo" en los créditos de Stuck on You, una película de comedia sobre un par de gemelos siameses ficticios.
Lori actuaba como facilitadora de George. Trabajaba en una lavandería, combinando su trabajo con los compromisos de canto fraternos. Decía que, como cualquiera, pagaba por asistir a los conciertos, permaneciendo tranquila e "invisible" mientras duraba la actuación.
Por su condición, Lori y George aparecieron en numerosos documentales televisivos y programas de entrevistas. También aparecieron en un episodio de la serie televisiva Nip/Tuck, en que interpretaron a las siamesas Rose y Raven Rosenberg.
El 21 de junio de 2007, Lori y George participaron en la gran inauguración del "Ripley's Believe It Or Not! Odditorium" en Times Square en Nueva York. Fue el primer evento en que se presentaron como Lori y George Schappell.

## Vidas personales
Nacidos como Lori y Dori Schappell, eran siameses craneópagos, unidos por la cabeza, pero teniendo personalidades muy diferentes y vidas— dentro de lo posible- individualizadas. Como marca de individualidad, como les desagradaba el hecho de que sus nombres rimaran, Dori se cambió legalmente el nombre a Reba, por su cantante favorita Reba McEntire. Desde 2007 prefería ser conocido públicamente como George.
Lori y George pasaron los primeros 24 años de sus vidas en una institución en Hamburgo, Pensilvania en la que la mayoría de pacientes adolecía de discapacidades intelectuales graves. A pesar de que ambos eran intelectualmente promedio, la condición física de George requería cuidado especial. Una decisión judicial dictaminó que sus padres serían incapaces de cuidarlos adecuadamente, les retiraron la custodia y los institucionalizaron. En los años 1960 había pocas instituciones hospitalarias para personas con necesidades especiales particularmente inusuales. Para poder ser colocados en la institución, fueron diagnosticados con discapacidad intelectual. Cuando alcanzaron la mayoría de edad, George, con la ayuda de Ginny Thornburgh, esposa del entonces gobernador de Pensilvania Richard Thornburgh, luchó porque el diagnóstico fuera anulado y pudieron ir a la universidad.
Mientras Lori era perfectamente sana, George nació con espina bífida, lo que le causó retraso en el crecimiento de la parte inferior del cuerpo y progresiva pérdida de movilidad. Como sus piernas se atrofiaron, a medida que crecían su diferencia de altura fue aumentando hasta acabar en 1'54 m frente a 1,32 m. No había ninguna silla de ruedas para su condición única, ya que para moverse debía ser elevada para evitar una tensión indebida en cuello y espalda. Él mismo diseñó una silla de ruedas especial basada en un taburete. Para desplazarse, Lori caminaba empujando la silla de su hermano.
Lori y George vivían en un apartamento de dos dormitorios, cada uno manteniendo su propio espacio privado. Lori tenía varias mascotas y varios trofeos de boleras mientras en el cuarto de George había pósteres y discos. Al igual que Chang y Eng, respetaban los momentos de cada uno en plazos de tiempo de trabajo, recreación y amistades, en que el otro permanecía tranquilo y "ausente". Lori se consideraba muy femenina y tuvo varios noviazgos. En una entrevista afirmó haber perdido la virginidad a los 23 años con su segundo novio y con el último llegó a comprometerse, pero su prometido falleció en un accidente de tráfico antes de la boda.
En 2006, George fue bautizado como miembro de La Iglesia de Jesucristo de los Santos de los Últimos Días, en Reading, Pensilvania. Lori no se unió, pero como siempre aceptó su decisión. En 2007, decidió reconocerse abiertamente transgénero, asegurando haberse sentido varón desde muy joven, algo que había ocultado incluso a su hermana, que se sorprendió, aunque nuevamente respetó su decisión. Aunque no se operó, desde entonces vestía ropa masculina. La identidad de genero de George nunca fue aceptada por su familia, tal como se muestra en su obituario y el de su madre, donde es mencionado como Dori y se le refiere como "hija".
Por su 50 cumpleaños se regalaron un viaje a Londres. Fallecieron el domingo 7 de abril de 2024 a los 62 años en el hospital de la Universidad de Pensilvania. En su obituario se les mencionó con sus nombres de nacimiento, Lori y Dori. Su madre ya había fallecido y les sobrevivieron su padre, seis hermanos y numerosos sobrinos.

## Medios de comunicación
Lori y George aparecieron en los siguientes programas televisivos:
- 1993: The Maury Povich Show.
- 11 de septiembre  de 1997: The Unexplained: "The Twin Connection", como Lori y Dori.
- 12 de septiembre de 1998: The Howard Stern Radio Show.
- 7 de octubre de 1998: Howard Stern.
- 1998: A&E documentary Face to Face: The Schappell Sisters.
- 2000: en el documental de Channel documentary Separate Lives
- 15 de mayo de 2002: The Jerry Springer Show; George aparece como Reba Schappell.[11]
- 17 de agosto de 2004: espectáculo de televisión Nip/Tuck, en el episodio "Rose and Raven Rosenberg"; Raven fue interpretada por George (anunciada como Reba) Schappell; Rose fue interpretada por Lori Schappell.
- 31 de mayo de 2002: Howard Stern.
- 2005: documental de televisión: Medical Incredible Un documental en Discovery Health Channel.
- 2005: documental de televisión Extraordinary People: Joined at the Head; George fue anunciado como Dori Schappell.
- 24 de septiembre de 2007: En el reality show griego Aksizei na a deis (Worth Seeing– Αξιζει να το δεις).
- 2007: En la película de comedia romántica X's & O's.
- 2007: documental de televisión Inside Extraordinary Humans: Science of Conjoined Twins.